# Vogelschreck
Vogelschreck (auch Weinbergböller oder Starenschreck, engl. Scare Cartridge, Bird Banger) sind eine Art von pyrotechnischer Munition. 

Vogelschreck-Patronen

Vogelschreck-Verpackungen

Als Bezeichnung findet man auch Pyro-Knallpatrone, Knallpatrone, Luftböller. Die pyrotechnische Munition mit einem Durchmesser von 15 mm wird dabei mit Hilfe von Platzpatronen aus Signal- und Schreckschusswaffen mit einem entsprechenden 15 mm-Abschussbecher verschossen. Einige Länder haben besondere Regelungen; in anderen Ländern (wie z. B. in Frankreich) ist der Erwerb und der Besitz ab 18 Jahren frei.

## Technik
Der Vogelschreck wird mit dem Anzündsatz voran in den Treibbecheraufsatz eingeführt (auf der gegenüberliegenden Seite befindet sich eine Kunststoff-Kapsel zum werksseitigen Einfüllen des sog. Blitzknallsatzes), durch die Platzpatrone wird der Anzündsatz gezündet und durch den Gasdruck der Platzpatrone wird der Vogelschreck aus dem Treibbecheraufsatz herausgetrieben und steigt bei senkrechtem Abschuss auf eine Höhe von 20 bis 30 Meter, wo nach Brennschluss des Anzündsatzes die Explosion mit deutlicher Blitz- und Knallwirkung erfolgt.

## Deutschland
In Deutschland sind Vogelschreckpatronen pyrotechnische Munition der erlaubnispflichtigen Zulassungs-Klasse BAM-PM II; somit setzt ihr Erwerb und Besitz einen Munitionserwerbsschein voraus. Der unerlaubte Erwerb und Besitz von pyrotechnischer Munition dieser Zulassungsklasse wird als Verstoß gegen das Waffenrecht strafrechtlich verfolgt. Waffenrechtliche Bedürfnisse für einen Munitionserwerbsschein für diese pyrotechnische Munition werden in Deutschland bei Obstbauern zur Vogelvertreibung, Sportveranstaltern zur Startsignalgebung, Rettungskräften und Pyrotechnikern anerkannt. Ein Bedürfnis kann von der Ordnungsbehörde auch bei Jägern zur Wildschadenabwehr anerkannt werden, um Schwarzwild aus dem Maisschlag zu treiben.
Es existieren jedoch auch fast identische Patronen mit F4-Zulassung, welche ausschließlich für Befähigungsscheininhaber gedacht sind.

## Österreich
In Österreich dürfen Vogelschreckpatronen erlaubnisfrei ab 18 Jahren erworben werden, sofern sie einen P1 Zulassungsstempel aufweisen. Die mit P1 bestempelten Vogelschreckpatronen sind identisch mit den vormals F4 bestempelten Exemplaren.  

## Schweiz
In der Schweiz ist der Erwerb von Vogelschreckpatronen erlaubnisfrei ab 18 Jahren gestattet unter der Voraussetzung, man besitzt einen Strafregisterauszug ohne Einträge, der maximal 6 Monate alt ist. Es ist gesetzlich verboten, Vogelschreckpatronen zu Vergnügungszwecken zu verwenden.

## Amerika
Zur Vermeidung von Vogelschlag wurden auf amerikanischen Flughäfen sogenannte „scare cartridges“ zur Vertreibung von Vögeln genutzt.